# Каньгуши
Каньгуши (мокш. Каньфкуж) — село, центр сельской администрации в Ельниковском районе Мордовии.

## География
Расположено на речке Бабошляй, в 24 км от районного центра и 70 км от железнодорожной станции Ковылкино. Название-характеристика: состоит из 2 мокшанских слов — каньф «конопля» и кужа «поляна».

## История
Первое документальное упоминание о Каньгушах (как совместном владении мордвы и служилых татар Я. Кильдишева и Т. Янгордина) относится к концу 16 в. — 1-й половине 17 в. В 1743 году жители села приняли крещение. В 1800 году была построена церковь Рождества Христова с приделом в память Успения Божьей Матери. В 1824 году при храме открылось церковно-приходское попечительство. В «Списке населённых мест Пензенской губернии» (1869) Каньгуши — село казённое из 103 дворов (624 чел.) Краснослободского уезда. По данным подворной переписи 1913 г., в селе было 178 дворов (1320 чел.); церковь, церковно-приходская школа, 4 ветряные мельницы с зернохранилищем, кузница, винная лавка, 2 торговых заведения и поташный завод. В 1930-е гг. в селе насчитывалось 202 хозяйства (1309 чел.); был образован колхоз «Путь к коммунизму», с 1995 г. — СХПК «За мир», специализировавшийся на выращивании конопли и свиноводстве. В современной инфраструктуре села — школа, библиотека, Дом культуры; Успенская церковь. Мокшанский фольклорный ансамбль Каньгушей участвует в фестивалях культуры финно-угорских народов. Близ Каньгушей — городище эпохи средневековья.

## Население
| 2002 | 2010 |
| ---- | ---- |
| 441  | ↘348 |

Национальный состав
Согласно результатам Всероссийской переписи населения 2002 года, в национальной структуре населения мордва-мокша составляли 92 %.

## Источник
- Энциклопедия Мордовия, С. В. Першин, Т. А. Першина.